# Małachowce
Małachowce (lit. Malakonys) − wieś na Litwie, w rejonie solecznickim, 4 km na południe od Turgieli, zamieszkana przez 51 ludzi. Przed II wojną światową w Polsce, w powiecie wileńsko-trockim województwa wileńskiego.